# 帕卢扎
帕卢扎（義大利語：Paluzza），是意大利乌迪内省的一个市镇。总面积69.96平方公里，人口2436人，人口密度34.8人/平方公里（2009年）。ISTAT代码为030071。